# Витебский музей современного искусства
Витебский музей современного искусства — художественный музей, создававшийся в Витебске на протяжении 1918—1920 годов.

## История
Создание художественных музеев приобрело в послереволюционной России на протяжении 1919-20 гг. лавинообразный характер. Музейной комиссии Отдела изобразительных искусств при Наркомпросе едва удавалось направить в некое разумное русло нескончаемый поток заявлений из провинции о предоставлении картин для создания музеев.
Заявление из Витебска поступило 15 октября 1919 г. и было одним из первых. Но сама идея создания художественного музея возникает на год раньше. Уже 12 сентября 1918 г. витебские «Известия» писали о том, что «художник Марк Шагал выехал в Петроград для утверждения в центре своего проекта об открытии в Витебске городского художественного музея». 14 ноября того же года газета «Жизнь искусства» сообщала: «По полученным в Петрограде сведениям, в Витебске организуется музей русского искусства, под руководством художника Шагала», а 21 ноября — «что приступлено к организации музея современного искусства в Витебске».
У Марка Шагала не было строгой концепции создания художественного музея как именно музея современного искусства или музея художественной культуры. Скорее это было воплощение мечты создать в его родном городе некий центр, задачей которого было бы приобщение «масс» к культуре. Отсюда и пестрота названий музея в документах и прессе: «городской художественный музей», «Витебский губернский музей при Народном художественном училище», «Губернский народный художественный музей», «музей русского искусства под руководством художника Шагала».
Судьба работ из уникальной коллекции, собранной в Витебске трудами подвижников — Марка Шагала, Александра Ромма, Казимира Малевича, Иегуди (Юделя) Моисеевича Пэна, учителя Шагала, Рувима (Ильи) Мазеля — по большей части неизвестна, а сохранившиеся работы находятся вне Витебска. Имеется неопределенность статуса собираемой коллекции, что, вероятно, было связано со сложным положением создававшегося тогда же губмузея — родоначальника современного краеведческого, а также в связи с преобладанием в нём материалов историко-краеведческого характера. Вероятно, поэтому картины, формально предназначавшиеся для губмузея, оказались в доме № 10 на улице Бухаринской, в здании Народного художественного училища, где ещё с ноября 1918 г. размещался подотдел ИЗО. Под этой крышей они остались надолго. Первоначально это собрание носило название отдела современного искусства губмузея, а затем трансформировалось в самостоятельный Музей современного искусства (или Музей современной живописи, как его иногда называли). Более четко характер формирования коллекции как музея современного искусства был определён уже Александром Роммом, который приказом от 15 января 1920 г. назначается председателем комиссии по охране памятников старины и искусства Витебского губоно.
Ромм понимал, что возможности провинциального музея более ограничены, чем столичных музеев живописной культуры, и всё же в его деятельности четко прослеживается желание отойти от «принципов исторической последовательности эпох и стилей» и уделить внимание «самой конструкции произведения, техническим приёмам и методам»
Но под одной крышей с этой коллекцией формируется другая — «школьный музей» при Витебском народном художественном училище, об организации которого сообщает газета «Витебский листок» от 8 июля 1919 г. и в который «по преимуществу переходят из года в год все образцовые работы учащихся». Увы, о составе коллекции сложно сказать что-либо определённое кроме перечня авторов, чьи работы были отобраны для музея, и в котором насчитывается 50 фамилий. Вероятно, сохранности этой коллекции уделялось гораздо меньше внимания, а заинтересованных лиц главным образом волновала судьба работ именитых художников. Отсюда и та деятельность по организации вывоза картин со стороны Веры Ермолаевой и Казимира Малевича после их отъезда из Витебска.
Количество картин в коллекции, указываемое в различных источниках, также варьируется. В письме от 28 мая 1922 года Веры Ермолаевой в Петроградский Музей художественной культуры (МХК) сообщается о 60 работах (10). На собрании Постоянной комиссии МХК, состоявшемся 4 сентября 1922 года, говорится о 49 произведениях (11). Весной 1921 г. Александр Ромм в издававшемся в Витебске журнале «Искусство» писал: «В настоящее время в музее имеется 120 произведений. В музее представлены все основные течения современной живописи от академического реализма и импрессионизма до супрематизма. Почти все современные мастера представлены в музее и притом вещами достаточно серьёзными и характерными для их творчества».
Действительно, учитывая сведения о реально поступивших работах из Государственного художественного фонда и приобретенных закупочной комиссией витебского губотдела просвещения, можно получить цифру близкую к 120. Хотя тот же Ромм пишет только о «нескольких работах», приобретенных с выставки. В общей сложности, более или менее полной информацией мы располагаем о около 90 работах, среди которых 4, возможно, относились к коллекции «школьного музея».
Однако борьба за предоставление Музею современного искусства сколько-нибудь достойного помещения оказалась тщетной. Первоначально музейная коллекция экспонировалась в зале, где проходили собрания и заседания преподавателей; здесь же находились работы, отобранные для школьного музея. Позже музей занимал три комнаты. Многие из работ можно увидеть на сохранившихся групповых фотографиях учеников и преподавателей училища.
Фактически музей был открыт для публичного обозрения в здании художественного училища только в июле и августе 1920 г. Говоря о катастрофической нехватке «в художественном центре Витебске» выставочных помещений, А. Ромм в отчаянии писал в 1921 г: «Достаточно вспомнить историю мытарств музея Современной живописи, погребенного до сих пор в кладовых Художественного училища, несмотря на бесчисленные ходатайства в „надлежащих учреждениях“, об отводе помещения. Сравнительно малые города, как Елец, например, даже не губернский, сумели за годы революции создать музеи, а в Витебске, где находят место для кофеен и кондитерских, не хотят поступиться ни одной саженью насиженных мест».
Далее ситуация только ухудшалась. Под предлогом спасения коллекции в течение июля — октября 1922 года из Витебска в Петроград было вывезено 23 работы. И согласно «Списку картин Витебского Художественно-практического института», составленному Иваном Гаврисом 1 апреля 1923 г., в Витебске оставалось 35 картин.
На протяжении 1922-24 гг. К. Малевич предпринимает попытки добиться передачи оставшихся картин в Петроградский музей художественной культуры (МХК).
Вопрос о судьбе картин вновь поднимается осенью 1925 г., когда в правление Витебского общества краеведения и окроно поступили сведения о том, что картины «левых художников» режутся на холсты для работ учащихся Художественного техникума. 26 сентября 1925 года, уцелевшие 32 работы были переданы в Витебский краеведческий музей (20). Таким образом, история Музея прервалась. Но история коллекции продолжалась. Из переданных в краеведческий музей 32 работ четыре («Натюрморт» Рубина, этюд «Голова» Льва Зевина и два натюрморта Михаила Кунина), скорее всего, относились к собранию «школьного музея».
С целью выявления дополнительных сведений был проанализирован ряд списков коллекции краеведческого музея. Так, была предпринята попытка проследить судьбу работ Марка Шагала, которые, как известно, приобретались для Музея современного искусства. Согласно списку передачи работ в краеведческий музей была передана работа Шагала «Притон». Но в составленном около 1930 года «списке картин левого течения, находящихся на складе краеведческого музея», указывается «Прытон, нібыта работы Шагала, але Юдовін абвяргае гэтае», и в дальнейшем авторство Шагала ставится под сомнение (21). Сопоставление списков породило (может быть не без натяжки) предположение о том, что, возможно, речь идет о работе Николая Синезубова «Кабачок», которая была передана в Витебск из Государственного художественного фонда в июне 1920 г. При всем различии живописного языка Шагала и Синезубова очень соблазнительной выглядит общность тематики «Кабачок» — «Притон».
Имеются трансформации названий и фамилий авторов в различных списках.
Работа Клюна впервые упоминается под названием «Кубизм», далее «Арифмометр», «Мясорубка». По списку картин ВХПИ известна единственная работа Кончаловского «Натюрморт», которая и передается в краеведческий музей. Вдруг в музейных списках экспонатов, переданных из художественного техникума, появляется работа Кончаловского «Дорога», затем «Субботник». «Венера с обезьяной» Натальи Гончаровой — «Женщина с обезьяной», «Девушка с обезьяной». Искажаются и фамилии: Ле-Дантю — «Леданцин». Его работа «Человек (черкес)» превращается в «Портрет женщины». Александр Шевченко «Извозчики» — «Ломовики», «Лесовозы». От фамилии автора остаются инициалы «А. Ш.».
В 1939 году значительная часть коллекции Витебского музея передается Государственной картинной галерее БССР в Минске. Среди них — 16 работ из коллекции Музея современного искусства. Таким образом, до начала войны в Витебске оставалось только 16 картин. После возвращения из эвакуации осталась одна работа — небольшой натюрморт Давида Штеренберга «Письменный стол».
Помимо этой работы, сейчас известно местонахождение 25 работ из витебских коллекций современного искусства: 19 — ГРМ, 5 — Национальный художественный музей Республики Беларусь, 1 — Музей современного искусства Кавамура (Япония).

### Значительное количество документов по теме опубликовано в изданиях:
- Витебск: Классика и Авангард. История Витебского художественного училища в документах ГАВО (1918—1923). — Витебск, 2004. 336 с.
- Малевич о себе. Современники о Малевиче. Письма. Документы. Воспоминания. Критика / Авторы-составители: И. А. Вакар, Т. Н. Михиенко. В 2-х т. — М.: RA, 2004.

## Галерея
- Н. С. Гончарова. Борцы. 1908-1909. ГРМ.
- М. В. Ле Дантю. Сазандар. 1913 (?).ГРМ.
- М. В. Ле Дантю. Человек с лошадью. 1913 (?). ГРМ.
- К. С. Малевич. Алогизм (“Корова и скрипка”). 1913. ГРМ.
- К. С. Малевич. Портрет И. В. Клюна (“Строитель”). 1913. ГРМ.
- К. С. Малевич. Супрематизм. 1915. ГРМ.
- К. С. Малевич? Супрематизм №55?  А.Каган? Сферическая эволюция плоскости? Мемориальный музей современного искусства Кавамура (Япония).
- Ю. М. Пэн. Портрет Марка Шагала. Около 1915. НХМ РБ.
- О. В. Розанова. Городской пейзаж (“Пейзаж с извозчиком”). 1910. ГРМ.
- О. В. Розанова «Червовая дама» (автопортрет?). Бумага, тушь. 1915 г.
- О. В. Розанова. Красный дом. 1910. ГРМ.
- О. В. Розанова. Городской пейзаж. Начало 1910-х. ГРМ.
- О. В. Розанова. Голубая ваза с цветами. 1912-1913. ГРМ.
- О. В. Розанова. Натюрморт с зеленым кувшином. Начало 1910-х. ГРМ.
- О. В. Розанова. Кувшин с цветами. 1912-1913. ГРМ.
- О. В. Розанова. Натюрморт с кувшином и яблоками. 1912-1913. ГРМ.
- О. В. Розанова. Натюрморт с помидорами. Начало 1910-х. ГРМ.
- О. В. Розанова. Беспредметная композиция (Супрематизм). Около 1916 г. ГРМ.
- О. В. Розанова. Беспредметная композиция (Супрематизм). Около 1916 г. ГРМ.
- Г. В. Федоров. Натюрморт с самоваром. 1917. ГРМ